# Nimco Ali
Pour les articles homonymes, voir Ali.
Nimco Ali (somali : Nimco Cali) est une militante et conseillère en formation indépendante somalienne. Elle est également la cofondatrice et directrice de Daughters of Eve, une organisation à but non lucratif travaillant sur l'éradication des mutilations génitales féminines.

## Vie personnelle
Ali est née entre 1982 et 1983, en Somalie. Quand elle a quatre ans, sa famille déménage à Manchester, en Angleterre, où elle grandit,. Elle a quatre frères, l'un d'eux, Mohamed, est le président du parti conservateur somalien.
Pour ses études post-secondaires, Ali étudie à l'Université de Bristol.

## Carrière
Ali travaille à ses débuts comme fonctionnaire. Elle sert également en tant que militante des droits des femmes et conseillère en formation indépendante pendant quelques années.
En 2010, Ali avec la psychothérapeute Leyla Hussein fonde Daughters of Eve. L'organisation à but non lucratif est créée pour aider les femmes et les filles, les éduquant et les sensibilisant au problème des mutilations génitales féminines (MGF). Ali fut excisée à l'âge de sept ans dans un hôpital de Djibouti pendant des vacances familiales. Elle subit des complications de santé et doit faire une chirurgie reconstructive. L'expérience et la rencontre d'autres femmes qui ont été excisée est son inspiration pour se lancer dans la sensibilisation et l'éradication de ces mutilations.
En outre, Ali sert en tant que Coordinatrice de Réseau pour la campagne de changement social End FGM/C. Elle écrit également de nombreux articles l'égalité des droits au niveau national.
Le 18 avril 2015, Ali intervient lors d'une des premières réunions d'un nouveau parti politique, le Women's Equality Party (en) en Angleterre.

## Distinctions
En 2014, Ali et Hussein reçoivent le prix de bienfaisance pour les collectivités/organismes du Red Magazine « pour leur travail auprès de Daughter of Eve ». Elles sont également placées au sixième rang des 100 Women de la BBC cette année-là. Elle est également nommée dans la liste de 2018 des 100 Women de la BBC.

## Activisme politique
Lors des élections générales de 2017, Ali entre en course pour le siège de la circonscription de Hornsey and Wood Green dans le Nord de Londres pour le Women's Equlity Party. Nimco obtient 551 votes (0,9%) terminant à la 5e place sur les 8 candidats en lice.
À l'été 2018, elle demande à être candidate pour le Parti Conservateur pour les élections à la mairie de Londres en 2020, mais elle n'est pas retenue.